# .ls
.ls ist die länderspezifische Top-Level-Domain (ccTLD) vom Königreich Lesotho. Sie wurde am 13. Januar 1993 eingeführt und wird von der National University of Lesotho verwaltet.

## Eigenschaften
Domains können ausschließlich auf zweiter Ebene unterhalb von .co.ls oder .org.ls angemeldet werden. Ein Wohnsitz oder eine Niederlassung im Land sind nicht erforderlich.